# Diamond Jack and the Queen of Pain
Diamond Jack and the Queen of Pain je desáté sólové studiové album anglického hudebníka Kevina Ayerse. Vydáno bylo v červnu roku 1983 a jeho producentem byl španělský hudebník Julián Ruiz. Album vznikalo ve Španělsku a vedle Ayersova dlouholetého spolupracovníka Ollieho Halsalla na něm hrají španělští hudebníci. Vedle osmi originálních písní se zde nachází také dvě coververze: jedna od Boba Dylana, druhá od JJ Calea.

## Seznam skladeb
| Pořadí | Název                  | Autor                | Délka |
| ------ | ---------------------- | -------------------- | ----- |
| 1.     | Madame Butterfly       | Kevin Ayers          | 4:30  |
| 2.     | Lay Lady Lay           | Bob Dylan            | 4:19  |
| 3.     | Who's Still Crazy      | Ayers, Ollie Halsall | 4:46  |
| 4.     | You Keep Me Hangin' On | JJ Cale              | 3:26  |
| 5.     | You Are a Big Girl     | Ayers                | 3:31  |
| 6.     | Steppin' Out           | Ayers, Halsall       | 5:15  |
| 7.     | My Speeding Heart      | Ayers                | 4:19  |
| 8.     | Howling Man            | Ayers, Halsall       | 3:28  |
| 9.     | Give a Little Bit      | Ayers                | 3:51  |
| 10.    | Champagne and Valium   | Ayers                | 3:05  |

## Obsazení
- Kevin Ayers – zpěv, kytara
- Ollie Halsall – kytara, doprovodné vokály
- Zanna Gregmar – doprovodné vokály
- Carlos Garcia Vaso – kytara, klávesy
- Joaquin Montoya – klávesy
- Manolo Aguilar – baskytara
- Javier de Juan – bicí, perkuse